# アンス・ボワロー
アンス・ボワロー（英語: Anse Boileau、フランス語: Anse Boileau、セーシェル・クレオール語: Ans Bwalo）は、セーシェルの地区のひとつ。

## 隣接行政区画
- グラン・アンス・マーヘ
- カスカード
- オー・カップ
- アンス・ロイヤル
- ベ・ラザール

## 出身者
- Antoine Abel